# Магия (фильм, 1978)
«Ма́гия» — американский фильм ужасов 1978 года, снятый Ричардом Аттенборо по одноимённому роману Уильяма Голдмана, который, в свою очередь, был вдохновлён заключительным эпизодом киноальманаха «Глубокой ночью» (1945).

## Сюжет
Фильм повествует об истории Чарльза «Весельчака» Уитерса (Энтони Хопкинс), человека, который только что провалил своё первое выступление как иллюзионист. На что его наставник говорит, что ему требуется больше индивидуальности в шоу-бизнесе. Год спустя «Весельчак» возвращается уже в качестве вентролога с куклой-сквернословом Фэтсом. Его агент Бен Грин (Бёрджесс Мередит) находится уже в шаге от подписания контракта на собственное телевизионное шоу, когда «Весельчак» сбегает в горы Кэтскиллз, объясняя это своим страхом успеха. На самом деле он не хочет проходить обязательный психологический тест, так как боится что доктора могут выявить у него раздвоение личности и то, что Фэтс иногда разговаривает с ним.
В Кэтскиллз он встречается с женщиной, по которой сходил с ума в школе, Пегги Энн Сноу (Энн-Маргрет), страдающей от домашнего насилия. «Весельчак» и Пег начинают встречаться, что разжигает ревность и Фэтса и мужа Пегги Дюка (Эд Лотер).
В это время Грин выясняет где находится «Весельчак». После напряженного выяснения отношений Грин убеждается, что «Весельчак» психически болен и предлагает ему воспользоваться медицинской помощью. На что Фэтс уговаривает «Весельчака» убить Грина. «Весельчак» совершает это с помощью тяжелой деревянной головы Фэтса, забирает все личные вещи Бена и топит труп в реке. Следующим утром Фэтс становится ещё более ревнивым, после предложения «Весельчака» оставить его дома, для того чтобы он один мог погулять с Пегги.
Дюк возвращается после выходных раньше чем обычно и злится на Пегги, подозревая, что она переспала с «Весельчаком». У них происходит ссора, и Дюк ударяет её, но она продолжает отрицать, что изменила ему. Позже Пегги разражается возмущением, и Дюк решает поговорить с «Весельчаком» лично на берегу озера, к большому беспокойству последнего. Дюк говорит о своём страхе того, что они с Пегги могут разойтись. Неловкий разговор между ними длится до тех пор, пока Дюк не обнаруживает мертвое тело на берегу озера.
Они направляются к телу и Дюк, предполагая что Грин может быть ещё жив, посылает «Весельчака» за помощью. После этого Дюк убеждается что Грин действительно мертв и, чувствуя, что происходит что-то подозрительное, решает обыскать лачугу «Весельчака».
В подтверждение своих подозрений, Дюк находит спрятанные личные вещи Грина, но в тот же момент умирает от рук Фэтса, не без помощи «Весельчака» (Фэтс закалывает его в то время, как «Весельчак» находится за шторой позади него). «Весельчак» убеждает Пег бежать с ним, но в тот момент, когда уже казалось бы всё в порядке, Фэтс «оживает» и раскрывает карточный трюк «Весельчака», показывая тем самым, что это не более чем трюк. Фэтс называет её дурой, после чего она в истерике убегает в свой домик. Пока «Весельчак» подавлен происшедшим, Фэтс манипулирует им, так что в конце концов тот решает заколоть Пегги ножом.
«Весельчак» встречается с Пегги в её дверях и, используя голос Фэтса, говорит ей, что сожалеет о случившемся. Когда он возвращается обратно, выясняется что кровь на ноже — его собственная. Он отдал Пегги вырезанное из дерева сердце, обещанное им много лет назад и заколол сам себя, для того, чтобы больше не смочь никого убить. В результате Фэтс также чувствует «слабость» и оба они на пороге смерти. В последние секунды жизни через Фэтса «Весельчак» понимает, что Фэтс и он были одним целым.
После того, как они оба умирают, Пегги возвращается в свой домик с резным сердцем в руках, говоря при этом, что она изменила своё решение и решает вернуться к нему.

## В ролях
- Энтони Хопкинс — Чарльз «Весельчак» Уитерс
- Энн-Маргрет — Пегги Энн Сноу
- Бёрджесс Мередит — Бен Грин
- Эд Лаутер — Дюк
- Э.Дж. Эндрю — Мерлин
- Дэвид Огден Стайерс — Тодсон
- Лиллиан Рэндольф — Сади
- Роберт Хэкмен — отец Корки
- Мэри Мундей — мать Корки